# Pietro Desani

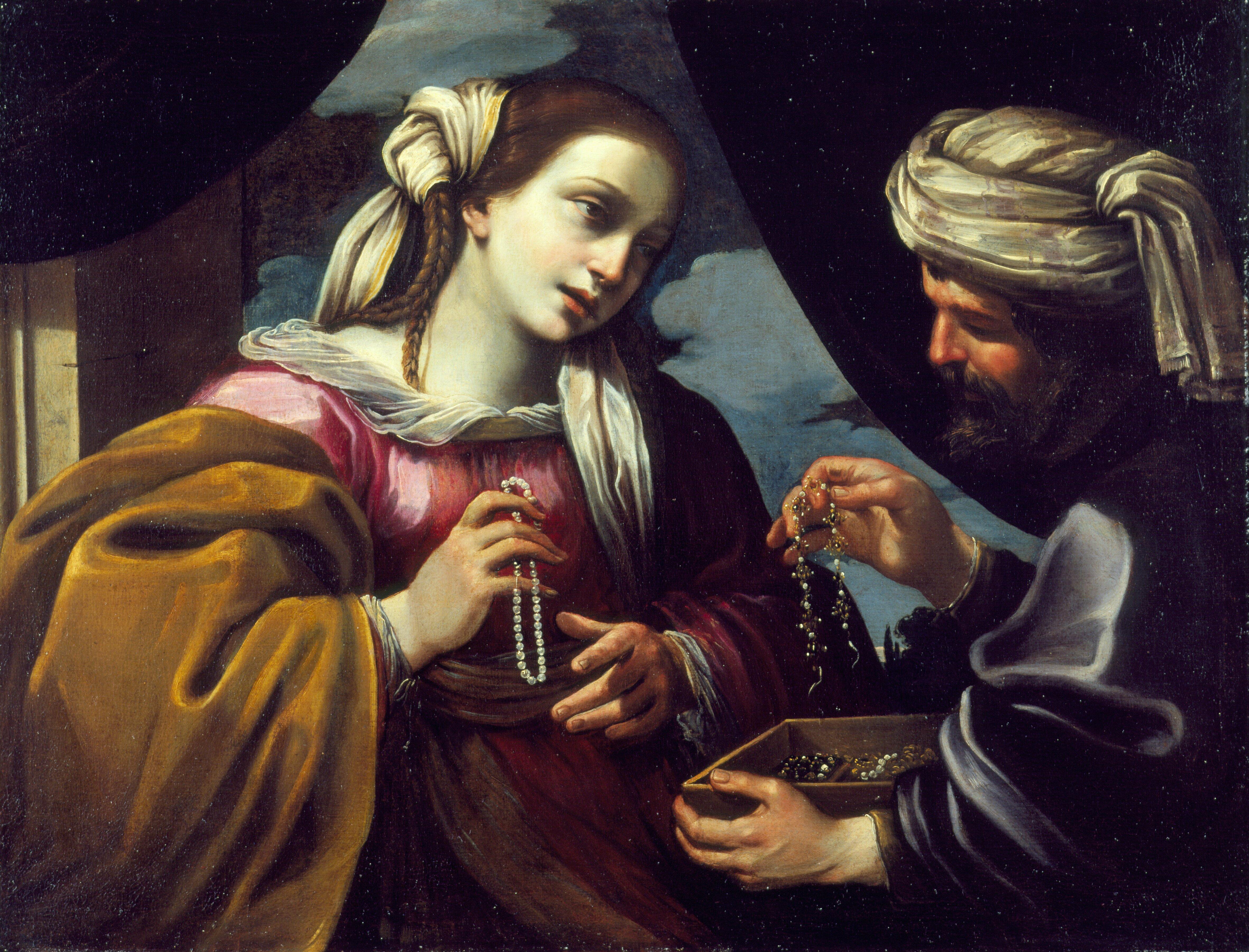
Rebeca y Eleazar

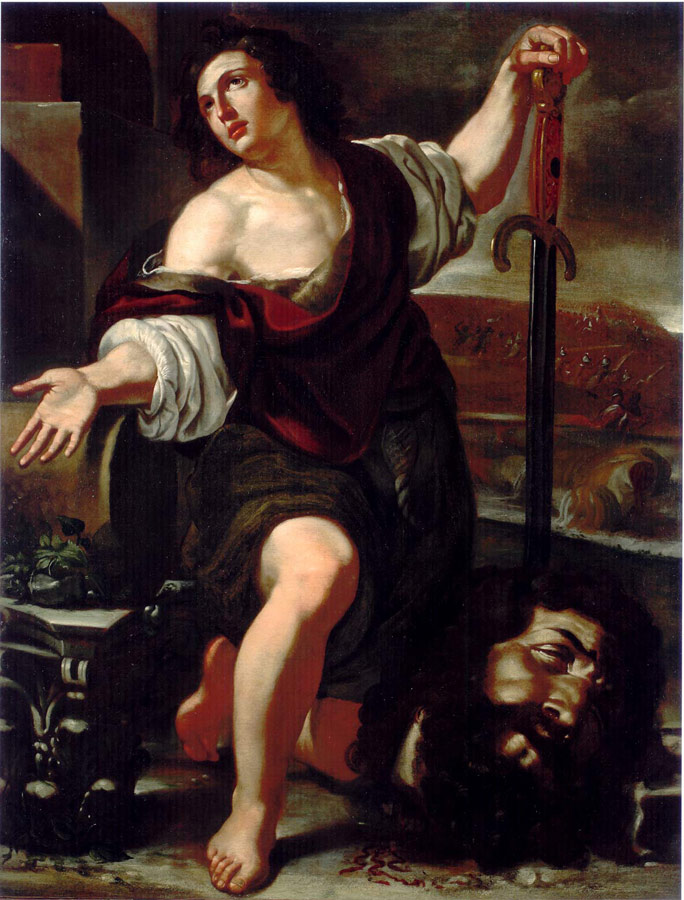
David con la cabeza de Goliat

Pietro Desani (Bolonia, 18 de noviembre de 1595-Reggio Emilia, 1657), pintor italiano activo durante el Barroco.

## Biografía
Discípulo de Leonello Spada, una vez convertido en artista independiente se trasladó a Reggio Emilia, donde transcurrió la mayor parte de su carrera. En dicha comarca es raro el edificio público o iglesia que no contenga alguna obra suya.
Su estilo era muy académico y de diseño más que correcto; sin embargo, sus colores eran demasiado crudos, lo que a veces provocaba un efecto desagradable.
Entre sus principales alumnos figura Orazio Talami.

## Obras destacadas
- Crucifixión con la Virgen, San Juan Evangelista y María Magdalena (Corpo di Christo, Reggio Emilia)
- Estigmatización de San Francisco (Padri Zoccolanti, Reggio Emilia)
- Historia de Eneas (Casa Manfredi, Reggio Emilia), fresco.
- San Pelegrino con un ángel (San Francesco, Reggio Emilia)
- Virgen con santos (San Francesco, Reggio Emilia)
- Rebeca y Eleazar (Fondazione Gioachino Rossini, Pesaro)
- San Vicente Ferrer y la Virgen que derrota al demonio (1637-38, San Domenico, Reggio Emilia)
- David con la cabeza de Goliat (Colección particular)
- Lapidación de San Esteban (Capuccini, Reggio Emilia)
- Martirio de San Lorenzo (San Agostino, Reggio Emilia)
- Cuatro Evangelistas (Madonna della Ghiara, Reggio Emilia), frescos.
- Milagro de Domenico Carattieri (Madonna della Ghiara, Reggio Emilia)